# Boi Guilera i Molas
Boi Guilera i Molas (Prat de Llobregat, 16 d'octubre de 1876 — Barcelona, 1956) fou un metge català. Pare del també metge Lluís Guilera i Vallhonrat.
Es llicencià en medicina a la Universitat de Barcelona el 1900 amb premi extraordinari i es doctorà a la Universitat de Madrid el 1901. De 1901 a 1909 estudià obstetrícia amb Miquel Arcàngel Fargas i Roca, de qui fou professor ajudant a la seva càtedra i metge ajudant a la seva clínica privada.
El 1915 va convèncer Enric Prat de la Riba, president de la Mancomunitat de Catalunya, de reformar el Servei de Maternitat per construir la Casa de la Maternitat de Barcelona, de la que el 1916 en fou nomenat metge numerari i director del cos facultatiu. Des de 1930 fins a la seva mort fou director del centre, i a la seva mort fou substituït per Santiago Dexeus i Font.
Entre 1917 i 1936 participà en els Congressos de Metges de Llengua Catalana, i el maig de 1928, fou soci fundador de la Societat d'Obstetrícia i Ginecologia de Barcelona. De 1934 a 1936 fou president de l'Acadèmia de Ciències Mèdiques i de la Salut de Catalunya i de Balears, de la que ja n'havia estat secretari el 1908.
Un institut de batxillerat del Prat de Llobregat porta el seu nom.

## Obres
- Tractament de les septicèmies puerperals (1919)
- Grip i gestació (1921)
- Terapèutica de la distòcia (1930)
- Tractament de la peritonitis puerperal (1930)
- Superioritat de la simfisiotomia subcutània (procediment Frank Zarate) (1930)
- Maternitat i tuberculosis pulmonar (1932)
- Part estimulat (1934)
- La simfisiotomia parcial, tractament d'elecció de les desproporcions pèlvico-fetals relatives (1936)